# Forecasting Love and Weather
Forecasting Love and Weather (기상청 사람들: 사내연애 잔혹사 편 Gisangcheong Saramdeul: Sanaeyeonae Janhoksa Pyeon) ist eine südkoreanische Serie, die von JTBC Studios und NPIO Entertainment umgesetzt wurde. Die Premiere der Serie fand am 12. Februar 2022 auf dem südkoreanischen Kabelsender JTBC statt. Im deutschsprachigen Raum erfolgte die Erstveröffentlichung der Serie am 2. August 2022 auf dem Streamingdienst Netflix.

## Handlung
Beim staatlichen Wetterdienst scheint die Liebe für eine tüchtige Meteorologin und ihren freigeistigen Kollegen ebenso unvorhersehbar zu sein, wie Sonne und Regen.

## Besetzung und Synchronisation
Die deutschsprachige Synchronisation nach den Dialogbüchern von Jessica Fields und Martina Mank sowie unter der Dialogregie von Karin Grüger durch die Synchronfirma Iyuno-SDI Group Germany in Berlin.

### Hauptdarsteller
| Rolle        | Schauspieler   | Synchronsprecher  |
| ------------ | -------------- | ----------------- |
| Jin Ha-kyung | Park Min-young | Victoria Frenz    |
| Lee Si-woo   | Song Kang      | Sebastian Fitzner |
| Han Ki-jun   | Yoon Park      | Tino Mewes        |
| Chae Yu-jin  | Kim Ah-young   | Magdalena Höfner  |

### Nebendarsteller
| Rolle               | Schauspieler   | Synchronsprecher                                 |
| ------------------- | -------------- | ------------------------------------------------ |
| Ko Bong-chan        | Kwon Hae-hyo   | Bernd Vollbrecht                                 |
| Shin Seok-ho        | Moon Tae-yu    | Dirk Petrick                                     |
| Eom Dong-han        | Lee Sung-wook  | Mario Klischies                                  |
| Jin Tae-kyung       | Jung Woon-sun  | Sarah Alles (1. Stimme) Lea Kalbhenn (2. Stimme) |
| Bae Soo-ja          | Kim Mi-kyung   | Ilka Teichmüller                                 |
| Oh Myeong-ju        | Yoon Sa-bong   | Birte Baumgardt                                  |
| Kim Soo-jin         | Chae Seo-eun   | Jodie Blank                                      |
| Lee Hyang-rae       | Jang So-yeon   | Sabine Mazay                                     |
| Park Sung-jin       | Bae Myung-jin  | Sascha Werginz                                   |
| Eom Bo-mi           | Lee Seung-joo  | Celina Gaschina                                  |
| Cho Eun-ji          | Choi Yun-seol  | Johanna von Gutzeit                              |
| Lee Myung-han       | Jeon Bae-soo   | Philipp Reinheimer                               |
| Jin Ha-kyung (jung) | Park Seo-kyung | Verena Dienst                                    |
| Young-gil           |                | Jonas Frenz                                      |
| Jung-ho             |                | Hanns-Jörg Krumpholz                             |
| Ju-won              |                | Martin Schubach                                  |
| Min-jun             |                | Fabian Kluckert                                  |
| Jae-yoon            |                | Michael Kühl                                     |
| Young-sin           |                | Alex Friedland                                   |
| Jung-hwan           |                | Oliver Nitsche                                   |

### Episodendarsteller
| Rolle                      | Schauspieler   | Synchronsprecher |
| -------------------------- | -------------- | ---------------- |
| Choi Jong-su               | Kim Jong-tae   | Bernhard Völger  |
| Frau Lee                   | Jeon Guk-hyang | Karin Grüger     |
| Heo Ju-yeong               | Chae Dong-hyun | Roman Wolko      |
| Dong-jin                   | Heo Jun-seong  | Nic Ziegenbein   |
| Stiefvater von Chae Yu-jin | Seo Hyun-chul  | Viktor Neumann   |

## Einschaltquoten
| Folge        | Ausstrahlungsdatum | Einschaltquote        | Einschaltquote |
| Folge        | Ausstrahlungsdatum | AGB Nielsen           | AGB Nielsen    |
| Folge        | Ausstrahlungsdatum | Landesweit (Südkorea) | Seoul          |
| ------------ | ------------------ | --------------------- | -------------- |
| 1            | 12. Februar 2022   | 4,514 %               | 5,557 %        |
| 2            | 13. Februar 2022   | 5,455 %               | 5,998 %        |
| 3            | 19. Februar 2022   | 6,787 %               | 7,342 %        |
| 4            | 20. Februar 2022   | 7,849 %               | 9,046 %        |
| 5            | 26. Februar 2022   | 6,103 %               | 7,333 %        |
| 6            | 27. Februar 2022   | 7,007 %               | 8,120 %        |
| 7            | 5. März 2022       | 6,448 %               | 7,401 %        |
| 8            | 6. März 2022       | 7,514 %               | 8,723 %        |
| 9            | 12. März 2022      | 6,421 %               | 7,236 %        |
| 10           | 13. März 2022      | 7,555 %               | 8,805 %        |
| 11           | 19. März 2022      | 7,232 %               | 8,473 %        |
| 12           | 20. März 2022      | 7,618 %               | 8,521 %        |
| 13           | 26. März 2022      | 7,068 %               | 8,203 %        |
| 14           | 27. März 2022      | 6,828 %               | 7,578 %        |
| 15           | 2. April 2022      | 5,650 %               | 6,113 %        |
| 16           | 3. April 2022      | 7,344 %               | 8,316 %        |
| Durchschnitt | Durchschnitt       | 6,712 %               | 7,673 %        |

## Episodenliste
| Nr. | Deutscher Titel               | Originaltitel    | Erstausstrahlung (Südkorea) | Deutschsprachige Erstveröffentlichung (D/A/CH) |
| --- | ----------------------------- | ---------------- | --------------------------- | ---------------------------------------------- |
| 1   | Signal                        | 시그널           | 12. Feb. 2022               | 2. Aug. 2022                                   |
| 2   | Gefühlte Temperatur           | 체감온도         | 13. Feb. 2022               | 2. Aug. 2022                                   |
| 3   | Übergangszeit                 | 환절기           | 19. Feb. 2022               | 2. Aug. 2022                                   |
| 4   | Sicht                         | 가시거리         | 20. Feb. 2022               | 2. Aug. 2022                                   |
| 5   | Lokal begrenzter Starkregen   | 국지성 호우      | 26. Feb. 2022               | 2. Aug. 2022                                   |
| 6   | Wärmeinselphänomen            | 열섬현상         | 27. Feb. 2022               | 2. Aug. 2022                                   |
| 7   | Ozonwarnung                   | 오존주의보       | 5. März 2022                | 2. Aug. 2022                                   |
| 8   | Unbehaglichkeitsindex         | 불쾌지수         | 6. März 2022                | 2. Aug. 2022                                   |
| 9   | Trockener Changma (Regenzeit) | 마른장마         | 12. März 2022               | 2. Aug. 2022                                   |
| 10  | Tropische Nächte              | 열대야           | 13. März 2022               | 2. Aug. 2022                                   |
| 11  | 1 ℃                           | 1℃               | 19. März 2022               | 2. Aug. 2022                                   |
| 12  | Variationsbereich             | 변이지역         | 20. März 2022               | 2. Aug. 2022                                   |
| 13  | Szenario 1, 2, 3              | 시나리오 1, 2, 3 | 26. März 2022               | 2. Aug. 2022                                   |
| 14  | Dynamisches Hochdruckgebiet   | 이동성 고기압    | 27. März 2022               | 2. Aug. 2022                                   |
| 15  | Ensemble                      | 앙상블           | 2. Apr. 2022                | 2. Aug. 2022                                   |
| 16  | Die Antworten von morgen      | 내일의 정답      | 3. Apr. 2022                | 2. Aug. 2022                                   |